# Prodidomus granulosus
Prodidomus granulosus là một loài nhện trong họ Gnaphosidae.
Loài này thuộc chi Prodidomus. Prodidomus granulosus được Mordecai Cubitt Cooke miêu tả năm 1964.